# Magnus Choir
Magnus Choir est un logiciel synthétiseur virtuel propriétaire et commercial, utilisable sur système Microsoft Windows, conçu par Daniel Laiseca, et développé par Syntheway Virtual Musical Instruments. La première version du logiciel a été mise en ligne en 2005.

## Description
Magnus Choir est un logiciel synthétiseur virtuel pouvant être utilisé pour créer des textures vocales synthétiques et des voyelles soutenues. Il peut servir de plug-in dans un logiciel audio-numérique comme FL Studio ou Cubase. Magnus Choir est également compatible avec FreeVST permettant aux utilisateurs sur GNU/Linux l'utilisation de plug-ins VST pour système Microsoft Windows.

## Synthèse et échantillon
Le son est généré par une méthode hybride utilisant synthèse et échantillonnage. Il propose 48 sons déjà existants incluant des voix de chorale de type mixte masculines et féminines (soprano, alto, ténor, basse) : les voix féminines chantent soprano et alto, tandis que les voix masculines chantent ténor et basse. Il propose également des voix soutenues et spatiales notamment. Magnus Choir possède également un générateur d'enveloppe ADSR, un filtre variable, et un effet émulateur d'écho.